# Gaku Sugamoto
Gaku Sugamoto (菅本 岳 Sugamoto Gaku?), född 10 september 1994 i Kanagawa prefektur, är en japansk fotbollsspelare.
Sugamoto började sin karriär 2017 i Grulla Morioka (Iwate Grulla Morioka). Han spelade 69 ligamatcher för klubben.